# Eucalyptus ewartiana
Eucalyptus ewartiana är en myrtenväxtart som beskrevs av Joseph Henry Maiden. Eucalyptus ewartiana ingår i släktet Eucalyptus och familjen myrtenväxter. Inga underarter finns listade i Catalogue of Life.